# Безуглова, София Маркеловна
София Маркеловна Безуглова (27 сентября 1924, Краснодарский край — 2004, Черноморский, Краснодарский край) — советский передовик производства в сельском хозяйстве; Герой Социалистического Труда (1948).

## Биография
Родилась 27 сентября 1924 года в Краснодарском крае в многодетной крестьянской семье.
В 1936 году в 12-летнем возрасте начала работать в местном колхозе «Большевик».
С 1941 года в начальный период Великой Отечественной войны трудилась на рытье окопов и заградительных сооружений. В 1942 году возглавила полеводческое звено по выращиванию пшеницы, кукурузы, подсолнечника и табака, состоящее из двадцати человек.
В 1947 году по итогам работы звеном С. М. Карпенко получен урожай пшеницы 31,74 центнера с гектара на площади 15 гектаров.
6 мая 1948 года Указом Президиума Верховного Совета СССР «за получение высоких урожаев пшеницы и кукурузы в 1947 году» София Марковна Карпенко была удостоена звания Героя Социалистического Труда с вручением Ордена Ленина и золотой медали «Серп и Молот».
Умерла в 2004 году, похоронена в посёлке Черноморском Северского района.

## Награды
- Медаль «Серп и Молот» (6.05.1948)
- Орден Ленина (6.05.1948)
- Медаль «За доблестный труд в Великой Отечественной войне 1941—1945 гг.»
- Медаль «Ветеран труда»